# UFC 244
UFC 244: Masvidal vs. Diaz fue un evento de artes marciales mixtas producido por Ultimate Fighting Championship que se llevó a cabo el 2 de noviembre de 2019 en el Madison Square Garden en la Ciudad de Nueva York, Nueva York. El evento marcó el número 500 de la promoción.

## Historia
Un combate de peso wélter entre Jorge Masvidal y el ganador peso ligero de The Ultimate Fighter 5, Nate Diaz servirá como el combate estelar del evento. Después de su victoria en UFC 241 frente al excampeón de peso ligero Anthony Pettis, Diaz se autoproclamó como el «hijo de puta más malo del negocio» y le lanzó un reto a Masvidal. Así se logró concretar la pelea y el presidente de UFC, Dana White confirmó que el «campeonato al hijo de puta más malo» (BMF por sus siglas en inglés) será entregado al ganador al finalizar el encuentro. Sin embargo, el 24 de octubre Diaz publicó un post en Twitter el cual decía que no estaría compitiendo en el evento por dar positivo por una sustancia ilegal, poniendo el combate en duda. UFC anunció el 26 de octubre que Díaz fue autorizado para competir ya que su prueba positiva tenía rastros de LGD-4033, o Ligandrol, un modulador selectivo del receptor de andrógenos, relacionado con un lote contaminado de multivitaminas veganas orgánicas.
Krzysztof Jotko enfrentaría a Edmen Shahbazyan en el evento. Sin embargo, Jotko fue removido de la pelea a principios de octubre por razones no reveladas y fue reemplazado por Brad Tavares.
En los pesajes, Jennifer Maia pesó 127.2 libras, 1.2 libras por encima del límite de la división de peso mosca (126 lbs.). La pelea se llevó a cabo en un peso acordado y Maia fue multada con el 25% de su pago, el fue para su rival Katlyn Chookagian.

## Premios extra
Los siguientes peleadores recibieron $50,000 en bonos:
- Pelea de la Noche: Stephen Thompson vs. Vicente Luque
- Actuación de la Noche: Corey Anderson y Kevin Lee